# Christoph von Waldenfels
Christoph III. von Waldenfels zu Lichtenberg (* 1565; † 1633) war ein bayreuthischer, brandenburgischer und schließlich coburgischer Hofrat.

## Leben

### Herkunft und Familie
Christoph III. war Angehöriger derer von Waldenfels zu Lichtenberg. Sein Vater Ernst von Waldenfels († 1564).

### Werdegang
Waldenfels unternahm zwischen 1582 und 1587 eine Reise, die ihn über Italien nach Palästina und Ägypten führte. Er trat hiernach in den Dienst des Markgrafen Georg Friedrich von Ansbach (1539–1603), dessen Geheimer Rat in Kulmbach er wurde. Als solcher wurde er mit wichtigen diplomatischen Aufgaben betraut. Mit dem Tod seines Dienstherren begab er sich an den Hof des Kurfürsten Joachim Friedrich von Brandenburg (1546–1608), der ihn zum Mitglied des Staatsrates machte und vor allem mit Polen betreffenden Sachfragen betraute. Wenig nach 1605 erwarb er vom Dresdner Bürger Jacob Reuter das oberfränkische Rittergut Blankenstein. Ab etwa 1610 wurde er coburgischer Geheimer Rat. Nachdem sein Geschlecht in eine erhebliche Verschuldung geraten war, konnte er 1618 gemeinsam mit seinem Bruder, dem kurpfälzischen Pfleger zu Nabburg, Hans Rudolf von Waldenfels, die Herrschaft Lichtenberg, welche sich seit 1427 im Besitz der Familie befand, dank seiner Beziehungen zu Markgraf Christian von Brandenburg (1581–1655), dessen Schwager, dem litauisch-polnischen Fürsten Janusz Radziwiłł (1579–1620) für 100.000 Gulden veräußern. Dieser trug sie seiner Gattin, Elisabeth Sophie (1589–1629) als Leibgedinge auf. Waldenfels galt als Kryptocalvinist.